# Fossils
Fossils (en bengalí: ফসিলস) es una banda de rock de la India, en Calcuta, Bengala Occidental, en 1998. El grupo ha sido considerado como una de las bandas pioneras de rock en la escena musical bengalí.
La banda está integrada actualmente por Rupam Islam (voz principal, compositor y letrista), Deep Ghosh (guitarra, coros), Allan Ao (guitarra, coros), Chandramouli Biswas (bajo, coros), y Tanmoy (batería, percusión).
Su estilo musical incluye una fusión de diferentes géneros musicales como el blues, el rock alternativo y la música psicodélica. 

## Discografía
- Fossils (2002)
- Fossils 2 (2004)
- Mission F (2006)
- Aupodartho (2007)
- Fossils 3 (2009)
- Fossils 4 (2013)